# Eerde Beulakker
Eerde Hendrik Geert Taeke Maria Beulakker (Zeist, 9 maart 1944 - Leeuwarden, 15 mei 2013) was een Nederlandse zeiler, docent psychologie en schrijver.
In 1990 bevaren Beulakker en zijn vrouw Hedwig van den Brink de zuidelijke oceanen in navolging van Sir Ernest Shackleton. Het leidde tot zijn eerste boek Naar Koude Kusten (1994). Daarna volgden vele reizen naar o.a. Spitsbergen, Bereneiland en de Shetlands. In zijn boeken en artikelen beschrijft Beulakker zijn liefde voor verre, koude streken en zijn fascinatie voor de pionierstochten van zeilers als Joshua Slocum en Gerry Clark, schippers van kleine boten op een grote zee.
Zijn gele Taeke Hadwych (vernoemd naar hemzelf en zijn vrouw), een stalen Aelus, begin jaren tachtig gebouwd door de Gebroeders Langenberg, heeft Beulakker vanwege zijn ziekte te koop moeten zetten. In 2011 wordt Beulakker gediagnosticeerd met ALS waaraan hij uiteindelijk in 2013 komt te overlijden.